# Anue
Anue est une commune de la Communauté forale de Navarre dans le Nord de l'Espagne.
Elle est située dans la zone bascophone de la province où la langue basque est coofficielle avec l'espagnol. La capitale, Pampelune, est à 20,6 km. La capitale de cette municipalité est la commune d'Olague et qui en compte six autres. Le secrétaire de mairie est le même pour Lantz.

## Toponyme
Anue est un toponyme obscur dont personne ne connait l'origine. Julio Caro Baroja disait que ce toponyme devait avoir une relation avec les autres toponymes basques comme Anoeta.
Lorsque la vallée d'Anue devint municipalité avec la réforme administrative de 1842; elle prit d'abord le nom d'Arizu qui était celui du village de la vallée qui en était à l'époque la capitale. Sans doute dans tous les recensements postérieurs, cette municipalité figure sous le nom de Anue.

## Géographie
La municipalité occupe la majeure partie de la vallée d'Anue. On parle d'une vallée située au nord de Pampelune/Iruñea, à une vingtaine de kilomètres de cette ville. L'unique village de la vallée qui n'appartient pas à cette municipalité d'Anue est Lantz.

### Concejos
La commune est composée de plusieurs concejos.
- Aritzu
- Burutain
- Egozkue
- Etsain
- Etulain
- Leazkue
- Olague (espagnol : Olagüe)

En plus de ces hameaux il y a la ferme d'Etxaide qui n'a pas le rang de conseil.
Dans le passé il y a eu plus de hameaux/bourgs dans la vallée mais elles ont été dépeuplées : Adorraga, Aizoz, Atoz, Ezkati, Iausketa et Lodias.

## Démographie
| Évolution démographique                              | Évolution démographique | Évolution démographique | Évolution démographique | Évolution démographique | Évolution démographique | Évolution démographique | Évolution démographique | Évolution démographique | Évolution démographique | Évolution démographique |
| 1996                                                 | 1998                    | 1999                    | 2000                    | 2001                    | 2002                    | 2003                    | 2004                    | 2005                    | 2006                    | 2007                    |
| ---------------------------------------------------- | ----------------------- | ----------------------- | ----------------------- | ----------------------- | ----------------------- | ----------------------- | ----------------------- | ----------------------- | ----------------------- | ----------------------- |
| 449                                                  | 431                     | 433                     | 419                     | 414                     | 419                     | 405                     | 411                     | 402                     | 388                     | 390                     |
| Sources: Anue et instituto de estadística de navarra |                         |                         |                         |                         |                         |                         |                         |                         |                         |                         |

La population se compose de la forme suivante dans les différents noyaux de la population (dates de 2006).
- Olague - 195 hab.
- Burutain - 60 hab.
- Aritzu - 53 hab.
- Etsain - 32 hab.
- Etulain - 22 hab.
- Egozkue - 20 hab.
- Leazkue - 17 hab.
- Etxaide - 3 hab.

## Patrimoine
- La tour Etxaide ou Elagi. Tour d'origine médiévale située à Etxaide.

## Personnalités
- Juan de Vicuña (XVIIIe siècle): maestro et calligraphe.
- Román Oyarzun (1882-1968): diplomate et avocat. Auteur du livre Historia del Carlismo (histoire du carlisme), une des œuvres de référence sur ce mouvement politique.

## Culture
À Olagüe se pratique une danse populaire appelée Esku Dantza (danse des mains). Dans cette danse la musique du joueur de txistu est accompagnée par tapes de mains et des palmades.

## Division linguistique
En accord avec la Loi forale 18/1986 du 15 décembre sur le basque, la Navarre est linguistiquement divisée en trois zones. Cette municipalité fait partie de la zone bascophone où l'utilisation du basque est majoritaire. Le basque et le castillan sont utilisés dans l'administration publique, les médias, les manifestations culturelles et en éducation cependant l'usage courant du basque y est présent et encouragé le plus souvent.